# Alexis Tsipras
Alexis Tsipras (Grieks: Αλέξης Τσίπρας) (Athene, 28 juli 1974) is een Griekse politicus en de voormalige leider van de politieke partij Syriza. Tussen januari 2015 en juli 2019 was hij (met één maand onderbreking in 2015) premier van Griekenland.

## Opleiding en werk
Tsipras voltooide zijn middelbareschoolopleiding aan het Polykladiko Lykio Ambelokipon (Πολυκλαδικό Λύκειο Αμπελοκήπων). Hierna studeerde hij aan de Technische Universiteit van Athene (NTUA), waar hij in 2000 afstudeerde. Tijdens zijn studie was hij lid van de raad van bestuur van de Unie van de Faculteit Civiele Ingenieurswetenschappen en was hij studentenvertegenwoordiger in de universiteitssenaat. Van 1995 tot 1996 was Tsipras verkozen lid van de Centrale Raad van de Nationale Studenten Unie van Griekenland (EFEE).
Na zijn afstuderen was hij bouwkundig ingenieur. Hij schreef verschillende studies over bouwkundige thema's met betrekking tot de stad Athene en werkte mee aan verschillende bouwprojecten in die stad.

## Politieke loopbaan
Op veertienjarige leeftijd werd Tsipras lid van de Communistische Jeugd van Griekenland (KNE). Aan het begin van de jaren 1990 was hij als middelbare scholier door zijn lidmaatschap van de KNE betrokken bij het protest tegen de toenmalige minister van Onderwijs Vasilis Kondogiannopoulos, die verregaande hervormingen wilde doorvoeren. Ook was hij betrokken bij de bezetting van enkele maanden van de universiteit door studenten, die aanving in januari 1991. Deze bezetting was naar aanleiding van de moord op wiskundedocent Nikos Temponeras in november 1990.
In 1999 werd Tsipras gekozen tot secretaris van de Synaspismos-jeugd (Νεολαία Συνασπισμού). Hij was als secretaris van deze beweging betrokken bij protesten en marsen tegen de mondialisering. In maart 2003 trad hij af als secretaris. Tijdens het vierde congres van Synaspismos in december 2004 werd hij gekozen in het Centraal Politiek Comité van de partij. In 2006 werd hij derde in de strijd om het burgemeesterschap van Athene als lijsttrekker voor Open Stad (Ανοιχτή Πόλη). Tijdens het vijfde congres werd hij tot voorzitter van Synaspismos gekozen. Bij de Griekse parlementsverkiezingen van 2009 werd hij in het parlement verkozen. Tevens werd hij de leider van de Coalitie van Radicaal-Links, Syriza.

### Parlementsverkiezingen 2012
Bij de parlementsverkiezingen van mei 2012 behaalde Syriza 16,8% van de stemmen en 52 zetels in het parlement. Hiermee werd Syriza de tweede partij na Nea Dimokratia.

Daarom gaf Karolos Papoulias op 8 mei 2012, nadat de poging van Andonis Samaras een regering te vormen was mislukt, Tsipras opdracht om een coalitieregering te vormen. Op 9 mei gaf Tsipras deze opdracht terug omdat hij de bezuinigingsmaatregelen van de Europese Unie en het IMF verwierp. Deze opstelling was voor de beoogde coalitiepartners PASOK en Nea Dimokratia onacceptabel, waardoor de poging tot mislukken gedoemd was.

### Parlementsverkiezingen januari 2015
Bij de parlementsverkiezingen in januari 2015 behaalde de partij 149 van de 300 zetels. Tsipras vormde met de rechts-populistische partij Onafhankelijke Grieken een coalitie en werd premier van zijn eerste kabinet. Dit kabinet trad aan op 26 januari 2015.

#### Financieel steunprogramma
Tsipras had zijn kiezers beloofd niet meer als voorwaarde voor steun van de EU op de overheidsuitgaven te bezuinigen. Over deze voorwaarde onderhandelde voor Griekenland Yanis Varoufakis, de minister van Financiën, met de Eurogroep. De onderhandelingen liepen niet van een leien dakje omdat de regering moest schipperen tussen de verkiezingsbeloften en de eisen van de schuldeisers. Toen Tsipras plots besloot de Europese voorstellen via een referendum voor te leggen aan het Griekse volk, liep de spanning enkel op. Uit vrees voor een bankrun gingen de Griekse banken dicht en werden de Grieken geconfronteerd met kapitaalbeperkingen: het betaalverkeer werd aan banden gelegd en men kon slechts €60 per dag afhalen. Op 5 juli 2015 stemden de Grieken "neen" tegen de plannen van Europa. De onderhandelingen liepen daarop erg moeizaam verder, ook na het vervangen van Varoufakis door Efklidis Tsakalotos als minister van Financiën. Frankrijk en Italië wierpen zich op als verdedigers van de Griekse zaak, terwijl de Duitse en Nederlandse ministers van Financiën, Schäuble en Dijsselbloem, als hardliners werden gezien. In juli 2015 werd uiteindelijk een overeenkomst bereikt, die echter nog wel door verschillende parlementen goedgekeurd moest worden. Tsipras zelf zei bij herhaling dat hij het persoonlijk niet eens was met de harde overeenkomst tussen Griekenland en de Trojka, maar dat het de beste deal was die het land kon krijgen. Hij vreesde met name een instorting van het Griekse bankensysteem en een grexit, het uittreden van Griekenland uit de Europese muntunie. In de overeenkomst eisten de schuldeisers dat het Griekse parlement meteen een hele reeks wetten zou aannemen, tot grote verbijstering van Syriza's linkervleugel. Tsipras sluisde de wetten door het parlement met een wisselmeerderheid, gesteund door de oppositiepartij Nea Dimokratia.

#### Ontslag van de regering
Omdat een groep parlementsleden onder leiding van Panagiotis Lafazanis zich steeds meer liet gelden, kwam de positie van Tsipras als regeringsleider steeds verder onder druk te staan. Hij had daarom op 20 augustus 2015 een vertrouwensstemming in het parlement gevraagd. Vooraleer het die dag tot een stemming kon komen, kondigde Tsipras echter het ontslag van zijn regering aan en stelde hij nieuwe verkiezingen in het vooruitzicht. Een dag later splitsten 25 parlementsleden zich van Syriza af om een eigen partij op te richten. Op 27 augustus 2015 trad een overgangskabinet aan onder leiding van Vasiliki Thanou-Christofilou.

### Parlementsverkiezingen september 2015
Na de verkiezingen op 20 september veranderde er niets in de bezuinigings- en hervormingsagenda en werden Syriza van Tsipras en de OG van Panos Kammenos wederom coalitiepartners, ondanks de verschillen op ideologisch vlak. Beide partijen leken het echter wel redelijk eens over het economisch beleid. Het tweede kabinet van Tsipras bleef bijna vier jaar aan de macht.

### Parlementsverkiezingen juli 2019
Syriza verloor bij de Europese verkiezingen van 2019 van de oppositiepartij Nea Dimokratia. Na de nederlaag werden in Griekenland nieuwe nationale parlementsverkiezingen uitgeroepen. Bij deze verkiezingen, gehouden op 7 juli 2019, werd Syriza opnieuw verslagen. Tsipras trad de volgende dag af en is opgevolgd door Kyriakos Mitsotakis.
2023
Na een nederlaag van de Coalitie van Radicaal Links – Progressieve Alliantie bij parlementsverkiezingen maakte Tsipras op 29 juni 2023 in Zappeio bekend dat hij aftreedt als president van Syriza en dat hij het leiderschap van de partij niet opnieuw zal betwisten bij de komende interne partijverkiezingen, om “een proces van diepgaande vernieuwing en heroprichting” van de partij op gang te brengen.

## Persoonlijk leven
De partner van Tsipras is Betty Baziana. Zij is werkzaam in de ICT. Ze hebben samen twee zonen.
- Bibliothèque nationale de France: cb170760001 (data)
- Gemeinsame Normdatei: 138054738
- International Standard Name Identifier: 0000 0000 5898 7785
- Library of Congress Control Number: no2009205972
- Nationale Bibliotheek van Polen: a0000003009447
- Parlement.com: vjqxbvtu5f3w
- Istituto Centrale per il Catalogo Unico: RAVV679798
- Système universitaire de documentation: 172249724
- Virtual International Authority File: 86203747
- WorldCat: E39PBJj4xyr8rVFB8DWbG983cP